# 陈丽娜 (演员)
陈丽娜（1980年3月24日—），女，四川自贡人，中国演员。代表作有电视剧《激情燃烧的岁月》、《人间正道是沧桑》《北平无战事》等。中国解放军艺术学院毕业，北京欢乐源泉影视文化有限公司签约艺人。
2001年，主演首部作品《激情燃烧的岁月》而被人所熟知 。2003年，出演警匪悬疑剧《血色白桦》。2005年，主演揭示了中国当代婚姻面临的生存体验的作品《离婚官司》。2007年，主演网络小说改编的电视剧《女特警——为你钟情》。2009年，拍摄了改编自杭州真实事件的反特剧《喋血钱塘江》。2011年，参演草根抗日剧《乱世三义》。2013年，出演年代谍战剧《北平无战事》。2014年，出演都市情感剧《姐妹兄弟》，饰吴婷婷。2014年12月17日，陈丽娜凭借《北平无战事》中小妈一角获得2014国剧盛典年度飞跃女演员奖。

## 主要作品主演

#### 参演电视剧
| 开播日期 | 劇名             | 角色           |
| 2001年   | 激情燃烧的岁月   | 石晶           |
| 2002年   | 爱如风过         | 丁铃           |
| 2003年   | 血色白桦         | 邬娜           |
| 2004年   | 长恨歌           | 蒋丽莉         |
| 2004年   | 知情者           | 张若寒         |
| 2004年   | 苍天有眼         | 肖宁           |
| 2004年   | 雾非雾           | 程宝           |
| 2005年   | 爱你那天正下雨   | 宁恩恋         |
| 2005年   | 离婚官司         | 杨慧           |
| 2006年   | 女人香           | 富海清         |
| 2006年   | 婚姻密码         | 蒋馨           |
| 2007年   | 阳光普照大地     | 罗马尼亚       |
| 2007年   | 不谈爱情         | 吉玲           |
| 2007年   | 为你钟情         | 施慧           |
| 2007年   | 亲家             | 王书怡         |
| 2008年   | 人间正道是沧桑   | 白凤兰         |
| 2008年   | 跟我的前妻谈恋爱 | 赵慧           |
| 2009年   | 我家有宝         | 童林           |
| 2010年   | 约尔特奏鸣曲     | 伊俪           |
| 2010年   | 绞杀1943         | 加代子         |
| 2010年   | 非常90后         | 江南           |
| 2010年   | 喋血钱塘江       | 乔雨娜         |
| 2010年   | 手机             | 吕桂花（青年） |
| 2011年   | 乱世三义         | 刘素雅         |
| 2011年   | 红墙绿瓦         | 慈安太后       |